# Igor Queiroz
Igor Fernando Alvez de Queiroz (Cuiabá, 24 de outubro de 2001) é um lutador brasileiro de luta greco-romana.

## Carreira
Queiroz esteve nos Jogos Olímpicos de Verão da Juventude de 2018 realizada em Buenos Aires, Argentina, terminando em 5º lugar na Categoria Greco-Romana Masculina 92 kg.
No Campeonato Pan-Americano de Luta Livre de 2021, realizado na Cidade da Guatemala, ele conquistou a medalha de bronze na categoria até 97 kg.
Um mês depois de conquistar o bronze no Campeonato Pan-Americano de Luta Livre adulto, Queiroz foi campeão dos Jogos Pan-Americanos Júnior de 2021.
Queiroz fez sua estreia no Campeonato Mundial no Campeonato Mundial de Wrestling de 2022, enfrentando o turco Metehan Basar. Ele começou na frente, mas sofreu um empate em 1 a 1 no primeiro turno. O turco voltou a marcar e Igor seguiu em busca do ponto que lhe daria o empate e a vitória. Mas Basar evitou as tentativas do brasileiro e venceu por 2–1. Na rodada seguinte, Basar foi derrotado por 3 a 1 pelo armênio Artur Aleksanian e impediu que Igor voltasse para a repescagem.
Nos Jogos Sul-Americanos de 2022, conquistou a medalha de prata na categoria até 97kg.
No Campeonato Mundial de Wrestling U23 (até 23 anos de idade) de 2022, Queiroz chegou às semifinais, mas foi derrotado duas vezes consecutivas e terminou em quinto lugar no estilo greco-romano categoria 97 kg, alcançando o melhor resultado do Brasil nesta modalidade considerando todos os Campeonatos Mundiais.
No Campeonato Pan-Americano de Luta Livre de 2023, realizado em Buenos Aires, Argentina, Queiroz conquistou a medalha de bronze na categoria até 97kg. O brasileiro, que havia conquistado a medalha de bronze em 2021, conquistou a segunda medalha da categoria sênior de sua carreira.
No Campeonato Mundial de Wrestling de 2023, Queiroz, número 30 do ranking mundial, estreou contra o vice-campeão mundial Rustam Assakalov e acabou eliminado na a primeira rodada.
Nos Jogos Pan-Americanos de 2023, conquistou a medalha de bronze na categoria Greco-Romano Masculino 97 kg.